# Discografie van Elton John
Hieronder volgen diverse overzichten en hitnoteringen van de Engelse artiest Elton John.

## Albums
| Album | Verschijnen | Label                    | Hitlijsten | Hitlijsten | Hitlijsten | Hitlijsten | Hitlijsten | Hitlijsten |
| Album | Verschijnen | Label                    | BE (VL)    | BE (VL)    | NL         | NL         | VK         | VS         |
| Album | Verschijnen | Label                    | Piek       | Weken      | Piek       | Weken      | Piek       | Piek       |
| --- | ----------- | ------------------------ | ---------- | ---------- | ---------- | ---------- | ---------- | ---------- |
| Empty sky                                                                                                | 6 jun 1969  | DJM, MCA (VS)            | —          |            | —          |            | —          | 6          |
| Elton John                                                                                               | 10 apr 1970 | DJM, Uni (VS)            | —          |            | 2          | 10         | 5          | 4          |
| Tumbleweed connection                                                                                    | 30 okt 1970 | DJM, Uni (VS)            | —          |            | 4          | 11         | 2          | 5          |
| 17-11-70 (livealbum)                                                                                     | 9 apr 1971  | DJM, Uni (VS)            | —          |            | —          |            | 20         | 11         |
| Madman across the water                                                                                  | 5 nov 1971  | DJM, Uni (VS)            | —          |            | —          |            | 41         | 8          |
| Honky château                                                                                            | 19 mei 1972 | DJM, Uni (VS)            | —          |            | 9          | 2          | 2          | 1          |
| Don't shoot me I'm only the piano player                                                                 | 22 jan 1973 | DJM, MCA (VS)            | —          |            | 2          | 11         | 1          | 1          |
| Goodbye yellow brick road                                                                                | 5 okt 1973  | DJM, MCA (VS)            | 59         | 5          | 74         | 1          | 1          | 1          |
| Caribou                                                                                                  | 28 jun 1974 | DJM, MCA (VS)            | —          |            | —          |            | 1          | 1          |
| Greatest hits (verzamelalbum)                                                                            | 8 nov 1974  | DJM, MCA (VS)            | —          |            | 16         | 5          | 1          | 1          |
| Captain fantastic and the brown dirt cowboy                                                              | 19 mei 1975 | DJM, MCA (VS)            | —          |            | —          |            | 2          | 1          |
| Rock of the westies                                                                                      | 24 okt 1975 | DJM, MCA (VS)            | —          |            | —          |            | 5          | 1          |
| Here and there (livealbum)                                                                               | 30 apr 1976 | DJM, MCA (VS)            | —          |            | —          |            | 6          | 4          |
| Blue moves                                                                                               | 22 okt 1976 | Rocket, MCA (VS)         | —          |            | 7          | 11         | 3          | 3          |
| Elton John's greatest hits volume II (verzamelalbum)                                                     | 13 sep 1977 | DJM, MCA (VS)            | —          |            | —          |            | 6          | 21         |
| A single man                                                                                             | 16 okt 1978 | Rocket, MCA (VS)         | —          |            | 16         | 15         | 8          | 15         |
| Victim of love                                                                                           | 13 okt 1979 | Rocket, MCA (VS)         | —          |            | —          |            | 41         | 35         |
| 21 at 33                                                                                                 | 13 mei 1980 | Rocket, MCA (VS)         | —          |            | 41         | 2          | 12         | 13         |
| The fox                                                                                                  | 20 mei 1981 | Rocket, Geffen (VS)      | —          |            | 20         | 8          | 12         | 21         |
| Jump up!                                                                                                 | 9 apr 1982  | Rocket, Geffen (VS)      | —          |            | 26         | 3          | 13         | 17         |
| Too low for zero                                                                                         | 30 mei 1983 | Rocket, Geffen (VS)      | —          |            | 28         | 10         | 7          | 25         |
| Breaking hearts                                                                                          | 18 jun 1984 | Rocket, Geffen (VS)      | —          |            | 41         | 2          | 2          | 20         |
| Ice on fire                                                                                              | 4 nov 1985  | Rocket, Geffen (VS)      | —          |            | 6          | 32         | 3          | 48         |
| Leather jackets                                                                                          | 15 okt 1986 | Rocket, Geffen (VS)      | —          |            | 34         | 3          | 24         | 91         |
| Live in Australia with the Melbourne Symphony Orchestra (livealbum, met de Melbourne Symphony Orchestra) | 13 jun 1987 | Rocket, MCA (VS)         | —          |            | 43         | 2          | 43         | 24         |
| Reg strikes back                                                                                         | 24 jun 1988 | Rocket, MCA (VS)         | —          |            | —          |            | 18         | 16         |
| Sleeping with the past                                                                                   | 29 aug 1989 | Rocket, MCA (VS)         | —          |            | 5          | 38         | 1          | 23         |
| The one                                                                                                  | 22 jun 1992 | Rocket, MCA (VS)         | —          |            | 14         | 15         | 2          | 8          |
| Made in England                                                                                          | 17 mrt 1995 | Rocket, Island (VS)      | 8          | 13         | 11         | 11         | 3          | 13         |
| The big picture                                                                                          | 22 sep 1997 | Rocket, Mercury (VS)     | 10         | 9          | 8          | 6          | 3          | 9          |
| Elton John One night only – the greatest hits (livealbum)                                                | 13 nov 2000 | Rocket, Mercury (VS)     | 48         | 1          | 50         | 15         | 7          | 65         |
| Songs from the west coast                                                                                | 1 okt 2001  | Rocket, Mercury (VS)     | —          |            | 13         | 6          | 2          | 15         |
| Peachtree road                                                                                           | 9 nov 2004  | Rocket, Universal (VS)   | 84         | 1          | 97         | 1          | 21         | 17         |
| The captain & the kid                                                                                    | 18 sep 2006 | Interscope, Mercury (VS) | —          |            | 43         | 5          | 6          | 18         |
| The diving board                                                                                         | 13 sep 2013 | Capitol, Mercury (VS)    | 33         | 12         | 22         | 3          | 3          | 4          |
| Wonderful crazy night                                                                                    | 5 feb 2016  | Mercury, Island (VS)     | 26         | 5          | 43         | 1          | 6          | 8          |
| Diamonds                                                                                                 | 10 nov 2017 | Mercury, Island (VS)     | 14         | 66         | 88         | 1          | 5          | 7          |
| The Lockdown Sessions                                                                                    | 30 okt 2021 | Mercury, Island (VS)     |            |            | 19         | 8          |            |            |

| Album met eventuele hitnotering(en) in de Nederlandse Album Top 100 | Datum van verschijnen | Datum van binnenkomst | Hoogste positie | Aantal weken | Opmerkingen                                            |
| ------------------------------------------------------------------- | --------------------- | --------------------- | --------------- | ------------ | ------------------------------------------------------ |
| Friends                                                             | 1971                  | 08-05-1971            | 37              | 13           |                                                        |
| Alle hits                                                           | 1980                  | 15-11-1980            | 31              | 10           | Verzamelalbum                                          |
| The very best of Elton John                                         | 31-10-1990            | 10-11-1990            | 5               | 53           | Verzamelalbum / 2x Platina                             |
| Two rooms - The songs of Elton John & Bernie Taupin                 | 1991                  | 09-11-1991            | 12              | 27           | Diverse artiesten                                      |
| Duets                                                               | 22-11-1993            | 04-12-1993            | 26              | 11           | met Diverse artiesten                                  |
| The Lion King                                                       | 31-05-1994            | 03-12-1994            | 5               | 63           | met Tim Rice en Hans Zimmer / Soundtrack The Lion King |
| Love songs                                                          | 06-11-1995            | 25-11-1995            | 2               | 57           | Verzamelalbum / Platina                                |
| Greatest hits 1970-2002                                             | 08-11-2002            | 14-12-2002            | 14              | 25           | Verzamelalbum                                          |
| Rocket man - The definitive hits                                    | 23-03-2007            | 14-04-2007            | 62              | 7            | Verzamelalbum                                          |
| The union                                                           | 22-10-2010            | 30-10-2010            | 60              | 3            | met Leon Russell                                       |

| Album met hitnotering(en) in de Vlaamse Ultratop 200 albums | Datum van verschijnen | Datum van binnenkomst | Hoogste positie | Aantal weken | Opmerkingen                                            |
| ----------------------------------------------------------- | --------------------- | --------------------- | --------------- | ------------ | ------------------------------------------------------ |
| The Lion King                                               | 31-05-1994            | 03-12-1994            | 16              | 33           | met Tim Rice en Hans Zimmer / Soundtrack The Lion King |
| The very best of Elton John                                 | 29-10-1990            | 01-04-1995            | 28              | 18           | Verzamelalbum                                          |
| Made in England                                             | 17-03-1995            | 08-04-1995            | 8               | 13           |                                                        |
| Love songs                                                  | 06-11-1995            | 02-12-1995            | 5(2wk)          | 42           | Verzamelalbum                                          |
| The big picture                                             | 22-09-1997            | 04-10-1997            | 10              | 9            |                                                        |
| One night only - the greatest hits                          | 21-11-2000            | 02-12-2000            | 48              | 1            | Verzamelalbum                                          |
| Greatest hits 1970-2002                                     | 08-11-2002            | 30-11-2002            | 8               | 20           | Verzamelalbum                                          |
| Peachtree road                                              | 05-11-2004            | 27-11-2004            | 84              | 1            |                                                        |
| Just like Belgium - The definitive hits                     | 23-03-2007            | 31-03-2007            | 3               | 21           | Verzamelalbum                                          |
| The union                                                   | 22-10-2010            | 06-11-2010            | 66              | 2            | met Leon Russell                                       |
| Good morning to the night                                   | 13-07-2012            | 28-07-2012            | 188             | 1            | met Pnau                                               |
| The diving board                                            | 13-09-2013            | 21-09-2013            | 33              | 12           |                                                        |
| Goodbye yellow brick road                                   | 05-10-1973            | 05-04-2014            | 59              | 5            |                                                        |
| Wonderful crazy night                                       | 05-02-2016            | 13-02-2016            | 26              | 5            |                                                        |
| Diamonds                                                    | 10-11-2017            | 18-11-2017            | 14              | 66           | Verzamelalbum                                          |
| Live from Moscow 1979                                       | 24-01-2020            | 08-02-2020            | 198             | 1            | met Ray Cooper                                         |
| Jewel box                                                   | 13-11-2020            | 21-11-2017            | 80              | 1            |                                                        |

## Singles
| Single met eventuele hitnotering(en) in de Nederlandse Top 40     | Datum van verschijnen | Datum van binnenkomst | Hoogste positie | Aantal weken | Opmerkingen |
| ----------------------------------------------------------------- | --------------------- | --------------------- | --------------- | ------------ | --- |
| Border song                                                       | 1970                  | 19-12-1970            | 29              | 4            | Nr. 25 in de Hilversum 3 Top 30 |
| Your song                                                         | 1971                  | 20-02-1971            | 10              | 5            | Nr. 4 in de Hilversum 3 Top 30 / Alarmschijf |
| Friends                                                           | 1971                  | 22-05-1971            | tip25           | -            | |
| Levon                                                             | 1972                  | 29-01-1972            | tip15           | -            | |
| Rocket man (I think it's going to be a long long time)            | 1972                  | 22-04-1972            | tip5            | -            | |
| Crocodile Rock                                                    | 1972                  | 16-12-1972            | 12              | 9            | Nr. 11 in de Hilversum 3 Top 30 / Troetelschijf |
| Daniel                                                            | 1973                  | 17-02-1973            | 14              | 7            | Nr. 15 in de Hilversum 3 Top 30 / Troetelschijf |
| Saturday Night's Alright for Fighting                             | 1973                  | 14-07-1973            | tip11           | -            | |
| Goodbye Yellow Brick Road                                         | 1973                  | 08-12-1973            | 20              | 5            | Nr. 23 in de Hilversum 3 Top 30 / Alarmschijf |
| Don't let the sun go down on me                                   | 1974                  | 20-07-1974            | 24              | 4            | Nr. 30 in de Nationale Hitparade |
| The bitch is back                                                 | 1974                  | 26-10-1974            | 26              | 4            | |
| Lucy in the sky with diamonds                                     | 1974                  | 30-11-1974            | tip8            | -            | met The Reggae Guitars of Dr. Winston O'Boogie (=John Lennon)                                                                                            |
| Someone saved my life tonight                                     | 1975                  | 23-08-1975            | 26              | 3            | |
| Island girl                                                       | 1975                  | 08-11-1975            | tip15           | -            | |
| Pinball wizard                                                    | 1976                  | 20-03-1976            | tip6            | -            | Soundtrack Tommy |
| Don't go breaking my heart                                        | 1976                  | 31-07-1976            | 2               | 10           | met Kiki Dee / Nr. 3 in de Nationale Hitparade / Veronica Alarmschijf Hilversum 3                                                                        |
| Sorry seems to be the hardest word                                | 1976                  | 18-12-1976            | 14              | 6            | Nr. 14 in de Nationale Hitparade |
| Ego                                                               | 1978                  | 06-05-1978            | tip16           | -            | |
| Part time love                                                    | 1978                  | 25-11-1978            | tip18           | -            | |
| Song for Guy                                                      | 1978                  | 06-01-1979            | 6               | 9            | Nr. 11 in de Nationale Hitparade / Nr. 6 in de TROS Top 50 / Veronica Alarmschijf Hilversum 3                                                            |
| Return to paradise                                                | 1979                  | 24-02-1979            | tip11           | -            | Nr. 49 in de Nationale Hitparade |
| Little Jeannie                                                    | 1980                  | 31-05-1980            | tip18           | -            | |
| Les aveux                                                         | 1981                  | 07-03-1981            | tip4            | -            | met France Gall / Nr. 46 in de Nationale Hitparade / Nr. 42 in de TROS Top 50                                                                            |
| Nobody wins                                                       | 1981                  | 04-07-1981            | 31              | 4            | Nr. 36 in de Nationale Hitparade / Nr. 33 in de TROS Top 50                                                                                              |
| Blue Eyes                                                         | 1982                  | 03-04-1982            | 10              | 9            | Nr. 19 in de Nationale Hitparade / Nr. 11 in de TROS Top 50                                                                                              |
| Empty Garden (Hey Hey Johnny)                                     | 1982                  | 10-07-1982            | tip13           | -            | |
| I Guess That's Why They Call It the Blues                         | 1983                  | 14-05-1983            | tip10           | -            | Nr. 48 in de Nationale Hitparade |
| I'm still standing                                                | 1983                  | 02-07-1983            | 8               | 7            | Nr. 16 in de Nationale Hitparade / Nr. 8 in de TROS Top 50 / Veronica Alarmschijf Hilversum 3                                                            |
| Sad songs (Say so much)                                           | 1984                  | 19-05-1984            | tip6            | -            | |
| Nikita                                                            | 1985                  | 09-11-1985            | 1(7wk)          | 19           | Nr. 1 in de Nationale Hitparade / Nr. 3 in de laatste TROS Top 50 / AVRO's Radio en TV-Tip Hilversum 3                                                   |
| That's what friends are for                                       | 1985                  | 09-11-1985            | 11              | 9            | met Dionne Warwick, Stevie Wonder & Gladys Knight / Nr. 13 in de Nationale Hitparade / Nr. 10 in de laatste TROS Top 50 Veronica Alarmschijf Hilversum 3 |
| Cry to heaven                                                     | 1986                  | 15-03-1986            | 12              | 9            | Nr. 13 in de Nationale Hitparade |
| Heartache all over the world                                      | 1986                  | 11-10-1986            | tip8            | -            | |
| Slow rivers                                                       | 1986                  | 20-12-1986            | tip14           | -            | met Cliff Richard |
| Healing hands                                                     | 1989                  | 16-09-1989            | tip9            | -            | Nr. 60 in de Nationale Hitparade Top 100 |
| Sacrifice                                                         | 1990                  | 27-01-1990            | 3               | 14           | Nr. 3 in de Nationale Top 100 |
| Club at the end of the street                                     | 1990                  | 16-06-1990            | 33              | 4            | Nr. 28 in de Nationale Top 100 / TROS Paradeplaat Radio 3                                                                                                |
| Blue avenue                                                       | 1990                  | 04-08-1990            | tip11           | -            | Nr. 50 in de Nationale Top 100 |
| You gotta love someone                                            | 1990                  | 01-12-1990            | 28              | 4            | Soundtrack Days of Thunder / Nr. 26 in de Nationale Top 100                                                                                              |
| Easier to walk away                                               | 1991                  | -                     |                 |              | Nr. 71 in de Nationale Top 100 |
| Don't let the sun go down on me (Live)                            | 1991                  | 14-12-1991            | 1(8wk)          | 16           | met George Michael / Nr. 1 in de Nationale Top 100 / Platina                                                                                             |
| The one                                                           | 1992                  | 13-06-1992            | 11              | 7            | Nr. 14 in de Nationale Top 100 / Veronica Alarmschijf Radio 3                                                                                            |
| Runaway train                                                     | 1992                  | 29-08-1992            | 37              | 3            | met Eric Clapton / Nr. 28 in de Nationale Top 100 |
| The Last Song                                                     | 1992                  | 28-11-1992            | 36              | 3            | Nr. 38 in de Nationale Top 100 |
| True love                                                         | 1993                  | 20-11-1993            | 11              | 8            | met Kiki Dee / Nr. 12 in de Mega Top 50 / Alarmschijf |
| Don't go breaking my heart                                        | 1994                  | 12-03-1994            | tip5            | -            | met RuPaul / Nr. 34 in de Mega Top 50 |
| Can you feel the love tonight                                     | 1994                  | 06-08-1994            | 29              | 7            | Soundtrack The Lion King / Nr. 25 in de Mega Top 50 |
| Circle of life                                                    | 1994                  | 03-12-1994            | 5               | 13           | Soundtrack The Lion King / Nr. 7 in de Mega Top 50 |
| Can you feel the love tonight                                     | 1995                  | 04-02-1995            | 14              | 7            | Soundtrack The Lion King / Nr. 14 in de Mega Top 50 / Alarmschijf                                                                                        |
| Believe                                                           | 1995                  | 04-03-1995            | tip6            | -            | Nr. 47 in de Mega Top 50 |
| Live like horses                                                  | 1996                  | -                     |                 |              | met Luciano Pavarotti / Nr. 74 in de Mega Top 100 |
| Something About the Way You Look Tonight                          | 1997                  | -                     |                 |              | Nr. 94 in de Mega Top 100 |
| Something about the way you look tonight / Candle in the wind '97 | 1997                  | 27-09-1997            | 1(5wk)          | 17           | Bestverkochte single van 1997 / Nr. 1 in de Mega Top 100 / 7x Platina / Alarmschijf                                                                      |
| Written in the stars                                              | 1999                  | -                     |                 |              | met LeAnn Rimes / Nr. 95 in de Mega Top 100 |
| I want love                                                       | 2001                  | -                     |                 |              | Nr. 31 in de Mega Top 100 |
| This Train Don't Stop Here Anymore                                | 2002                  | 16-02-2002            | tip18           | -            | Nr. 83 in de Mega Top 100 |
| Your song                                                         | 2002                  | -                     |                 |              | met Alessandro Safina / Nr. 88 in de Mega Top 100 |
| Sorry seems to be the hardest word                                | 2003                  | 18-01-2003            | 1(5wk)          | 17           | met Blue / Nr. 1 in de Mega Top 100 |
| Are you ready for love                                            | 2003                  | 27-09-2003            | tip15           | -            | |
| Sine from above                                                   | 2020                  | -                     | -               | -            | Samenwerking met Lady Gaga |
| Nothing else matters                                              | 2021                  | 26-06-2021            | tip23           | -            | met Watt, Miley Cyrus, Yo-Yo Ma, Robert Trujillo & Chad Smith                                                                                            |
| Cold heart - Pnau remix                                           | 2021                  | 14-08-2021            | 2               | 23           | met Dua Lipa / Alarmschijf |
| Merry christmas                                                   | 2021                  | 11-12-2021            | 1(1wk)          | 5            | met Ed Sheeran / Alarmschijf |
| Hold Me Closer                                                    | 2022                  | 26-08-2022            | 10              | 20*          | met Britney Spears / Alarmschijf |

| Single met hitnotering(en) in de Vlaamse Ultratop 50               | Datum van verschijnen | Datum van binnenkomst | Hoogste positie | Aantal weken | Opmerkingen                                       |
| ------------------------------------------------------------------ | --------------------- | --------------------- | --------------- | ------------ | ------------------------------------------------- |
| Your song                                                          | 30-09-1970            | 27-02-1971            | 16(2wk)         | 5            |                                                   |
| Crocodile rock                                                     | 27-10-1972            | 16-12-1972            | 3(3wk)          | 12           |                                                   |
| Daniel                                                             | 26-03-1973            | 10-03-1973            | 11              | 7            |                                                   |
| Don't go breaking my heart                                         | 21-06-1976            | 14-08-1976            | 3(3wk)          | 10           | met Kiki Dee                                      |
| Song for Guy                                                       | 03-11-1978            | 13-01-1979            | 9               | 9            |                                                   |
| Little Jeannie                                                     | 13-05-1980            | 21-06-1980            | 20              | 2            |                                                   |
| Les aveux                                                          | 11-04-1980            | 28-03-1981            | 37              | 1            | met France Gall                                   |
| Blue eyes                                                          | 01-03-1982            | 10-04-1982            | 8               | 12           |                                                   |
| I guess that's why they call it the blues                          | 01-04-1983            | 16-07-1983            | 14              | 3            |                                                   |
| I'm still standing                                                 | 23-05-1983            | 30-07-1983            | 11              | 5            |                                                   |
| Sad songs (say so much)                                            | 14-05-1984            | 30-06-1984            | 26              | 3            |                                                   |
| Nikita                                                             | 29-10-1985            | 09-11-1985            | 1(8wk)          | 21           |                                                   |
| That's what friends are for                                        | 15-10-1985            | 23-11-1985            | 10              | 8            | met Dionne Warwick, Stevie Wonder & Gladys Knight |
| Cry to heaven                                                      | 17-02-1986            | 22-03-1986            | 13              | 9            |                                                   |
| Heartache all over the world                                       | 07-10-1986            | 25-10-1986            | 26(2wk)         | 4            |                                                   |
| Slow rivers                                                        | 15-11-1986            | 06-12-1986            | 24              | 4            | met Cliff Richard                                 |
| Paris                                                              | 15-11-1986            | 28-03-1987            | 37              | 1            |                                                   |
| Sacrifice                                                          | 29-08-1989            | 17-02-1990            | 2(3wk)          | 18           |                                                   |
| Club at the end of the street                                      | 14-05-1990            | 09-06-1990            | 24              | 9            |                                                   |
| You gotta love someone                                             | 08-10-1990            | 05-01-1991            | 29              | 3            | Soundtrack Days of Thunder                        |
| Don't let the sun go down on me (Live)                             | 25-11-1991            | 28-12-1991            | 1(6wk)          | 17           | met George Michael                                |
| The one                                                            | 25-05-1992            | 20-06-1992            | 5               | 12           |                                                   |
| Runaway train                                                      | 20-07-1992            | 05-09-1992            | 17              | 3            | met Eric Clapton                                  |
| The last song                                                      | 26-10-1992            | 26-12-1992            | 35              | 2            |                                                   |
| True love                                                          | 09-11-1993            | 04-12-1993            | 4(2wk)          | 14           | met Kiki Dee                                      |
| Don't go breaking my heart                                         | 08-03-1994            | 19-03-1994            | 33              | 6            | met RuPaul                                        |
| Can you feel the love tonight ?                                    | 12-05-1994            | 24-09-1994            | 26              | 4            | Soundtrack The Lion King                          |
| Circle of life                                                     | 09-08-1994            | 26-11-1994            | 5               | 15           | Soundtrack The Lion King                          |
| Believe                                                            | 28-02-1995            | 11-03-1995            | 38              | 8            |                                                   |
| Live like horses                                                   | 11-11-1996            | 07-12-1996            | tip15           | -            | met Luciano Pavarotti                             |
| Something about the way you look tonight / Candle in the wind 1997 | 16-09-1997            | 13-09-1997            | 1(7wk)          | 24           | Best verkochte single van 1997                    |
| Recover your soul                                                  | 15-12-1997            | 31-01-1998            | tip5            | -            |                                                   |
| Written in the stars                                               | 23-02-1999            | 06-03-1999            | tip5            | -            | met LeAnn Rimes                                   |
| Sorry seems to be the hardest word                                 | 20-01-2003            | 21-12-2002            | 3(2wk)          | 19           | met Blue                                          |
| Are you ready for love ?                                           | 13-04-1979            | 11-10-2003            | tip4            | -            |                                                   |
| All of the lights                                                  | 24-01-2011            | 26-03-2011            | 27              | 10           | met various artists                               |
| A town called Jubilee                                              | 13-09-2013            | 26-10-2013            | tip57           | -            |                                                   |
| Face to face                                                       | 03-02-2014            | 08-02-2014            | tip55           | -            | met Gary Barlow                                   |
| Blue wonderful                                                     | 25-01-2016            | 13-02-2016            | tip             | -            |                                                   |
| High                                                               | 28-09-2018            | 06-10-2018            | tip45           | -            | met Young Thug                                    |
| (I'm gonna) love me again                                          | 17-05-2019            | 25-05-2019            | tip32           | -            | met Taron Egerton                                 |
| Learn to fly                                                       | 12-06-2020            | 20-06-2020            | tip             | -            | met Surfaces                                      |
| It's a sin                                                         | 11-05-2021            | 22-05-2020            | tip             | -            | met Years & Years                                 |
| Cold heart                                                         | 13-08-2021            | 04-09-2021            | 2               | 51           | met Dua Lipa                                      |
| Merry christmas                                                    | 2021                  | 11-12-2021            | 1(1wk)          | 5            | met Ed Sheeran                                    |
| Hold me closer                                                     | 26-08-2022            | 04-09-2022            | 5               | 22*          | met Britney Spears                                |

### NPO Radio 2 Top 2000
| Nummers met noteringen in de NPO Radio 2 Top 2000    | '99  | '00  | '01  | '02  | '03  | '04  | '05  | '06  | '07  | '08  | '09  | '10  | '11  | '12  | '13  | '14  | '15  | '16  | '17  | '18  | '19  | '20  | '21  | '22  | '23  | '24  |
| ---------------------------------------------------- | ---- | ---- | ---- | ---- | ---- | ---- | ---- | ---- | ---- | ---- | ---- | ---- | ---- | ---- | ---- | ---- | ---- | ---- | ---- | ---- | ---- | ---- | ---- | ---- | ---- | ---- |
| Blue Eyes                                            | -    | -    | 1591 | 873  | 1933 | 1935 | -    | -    | -    | -    | -    | -    | -    | -    | -    | -    | -    | -    | -    | -    | -    | -    | -    | -    | -    | -    |
| Border Song                                          | 1593 | 1987 | -    | -    | -    | -    | -    | -    | -    | -    | -    | -    | -    | -    | -    | -    | -    | -    | -    | -    | -    | -    | -    | -    | -    | -    |
| Can You Feel the Love Tonight                        | 708  | 1246 | 1466 | 1494 | 1224 | 1080 | 1615 | 1313 | 1395 | 1330 | 1702 | 1872 | 1526 | 1486 | 1461 | 1918 | 1465 | 1740 | 1730 | 1523 | 1288 | 1469 | 1343 | 1400 | 1510 | 1632 |
| Candle in the Wind 1997                              | 37   | 80   | 293  | 405  | 424  | 372  | 429  | 357  | 376  | 351  | 610  | 475  | 650  | 806  | 777  | 899  | 816  | 888  | 892  | 1038 | 821  | 835  | 791  | 759  | 734  | 1173 |
| Circle of Life                                       | 493  | -    | -    | 925  | 639  | 736  | 998  | 819  | 1031 | 862  | 1115 | 1049 | 961  | 895  | 842  | 1005 | 951  | 1023 | 798  | 684  | 527  | 638  | 686  | 600  | 615  | 533  |
| Cold Heart (met Dua Lipa)                            | ×    | ×    | ×    | ×    | ×    | ×    | ×    | ×    | ×    | ×    | ×    | ×    | ×    | ×    | ×    | ×    | ×    | ×    | ×    | ×    | ×    | ×    | -    | 620  | 852  | 1357 |
| Daniel                                               | 689  | 975  | 913  | 990  | 1056 | 1014 | 1008 | 1105 | 1192 | 1076 | 1353 | 1207 | 1387 | 1606 | 1805 | 1890 | -    | 1944 | 1802 | 1960 | 1449 | 1578 | 1541 | 1805 | 1764 | -    |
| Don't Go Breaking My Heart (met Kiki Dee)            | 931  | 1064 | 1106 | 1568 | 1702 | 1415 | 1851 | 1695 | 1763 | 1642 | 1944 | 1967 | -    | -    | -    | -    | -    | -    | -    | -    | 1204 | 1271 | 1072 | 1184 | 1146 | 1549 |
| Don't Let the Sun Go Down on Me (met George Michael) | 646  | 736  | 880  | 761  | 870  | 1035 | 1383 | 1049 | 1193 | 1065 | 1402 | 1103 | 1233 | 1303 | 1150 | 1347 | 1264 | 1266 | 714  | 425  | 365  | 275  | 288  | 229  | 194  | 308  |
| Don't Let the Sun Go Down on Me                      | -    | -    | -    | -    | 1636 | 1609 | 1684 | 1961 | 1787 | 1757 | -    | -    | -    | -    | -    | -    | -    | -    | -    | -    | -    | -    | -    | -    | -    | -    |
| Goodbye Yellow Brick Road                            | -    | -    | -    | -    | 1573 | 1611 | 1878 | 1763 | 1752 | 1765 | 1810 | 1519 | 1946 | -    | -    | -    | -    | -    | -    | -    | 1261 | 987  | 811  | 686  | 563  | 761  |
| I'm Still Standing                                   | 915  | -    | 1121 | 1054 | 1583 | 1343 | 1838 | 1664 | -    | 1823 | -    | -    | -    | -    | -    | -    | -    | -    | -    | 1103 | 501  | 357  | 286  | 232  | 265  | 304  |
| Merry Christmas (met Ed Sheeran)                     | ×    | ×    | ×    | ×    | ×    | ×    | ×    | ×    | ×    | ×    | ×    | ×    | ×    | ×    | ×    | ×    | ×    | ×    | ×    | ×    | ×    | ×    | -    | -    | 1904 | -    |
| Nikita                                               | 87   | 143  | 181  | 368  | 396  | 289  | 410  | 346  | 359  | 335  | 669  | 506  | 737  | 1046 | 917  | 837  | 973  | 996  | 786  | 860  | 776  | 650  | 660  | 667  | 673  | 738  |
| Rocket Man                                           | -    | -    | -    | -    | -    | -    | -    | -    | -    | -    | -    | -    | -    | -    | -    | -    | 1668 | 1230 | 769  | 482  | 216  | 232  | 177  | 211  | 256  | 397  |
| Sacrifice                                            | 629  | 1005 | 815  | 1548 | 1322 | 1409 | 1692 | 1544 | 1983 | 1569 | -    | -    | -    | -    | -    | -    | -    | -    | -    | -    | -    | -    | -    | -    | -    | -    |
| Song for Guy                                         | 618  | 867  | 935  | 1231 | 1363 | 1157 | 1398 | 1494 | 1733 | 1408 | 1850 | 1641 | 1958 | -    | -    | -    | -    | -    | -    | -    | -    | -    | -    | -    | -    | -    |
| Sorry Seems to Be the Hardest Word                   | 757  | 1080 | 890  | 964  | 856  | 841  | 1037 | 1306 | 1448 | 1123 | 1392 | 1391 | 1293 | 1853 | 1519 | 1688 | 1810 | 1807 | 1549 | 1822 | 1504 | 1558 | 1522 | 1582 | 1625 | 1629 |
| Tiny Dancer                                          | -    | -    | -    | -    | -    | -    | -    | -    | -    | -    | -    | -    | -    | -    | -    | -    | 1995 | 1667 | 1371 | 1032 | 624  | 687  | 600  | 544  | 710  | 996  |
| Your Song                                            | 363  | 399  | 339  | 307  | 330  | 346  | 501  | 462  | 460  | 410  | 404  | 500  | 429  | 437  | 407  | 465  | 479  | 418  | 389  | 257  | 155  | 148  | 137  | 144  | 150  | 135  |

1. ↑  Een '-' betekent dat het nummer niet was genoteerd, een '×' betekent dat het nummer nog niet was uitgebracht en een vetgedrukt getal geeft de hoogste notering van een nummer aan.

## Dvd's
| Dvd's met hitnoteringen in de Nederlandse Music Top 30 | Datum van verschijnen | Datum van binnenkomst | Hoogste positie | Aantal weken | Opmerkingen |
| ------------------------------------------------------ | --------------------- | --------------------- | --------------- | ------------ | ----------- |
| The million dollar piano                               | 2014                  | 05-07-2014            | 16              | 2            |             |